# Michel Louis Félix Ney

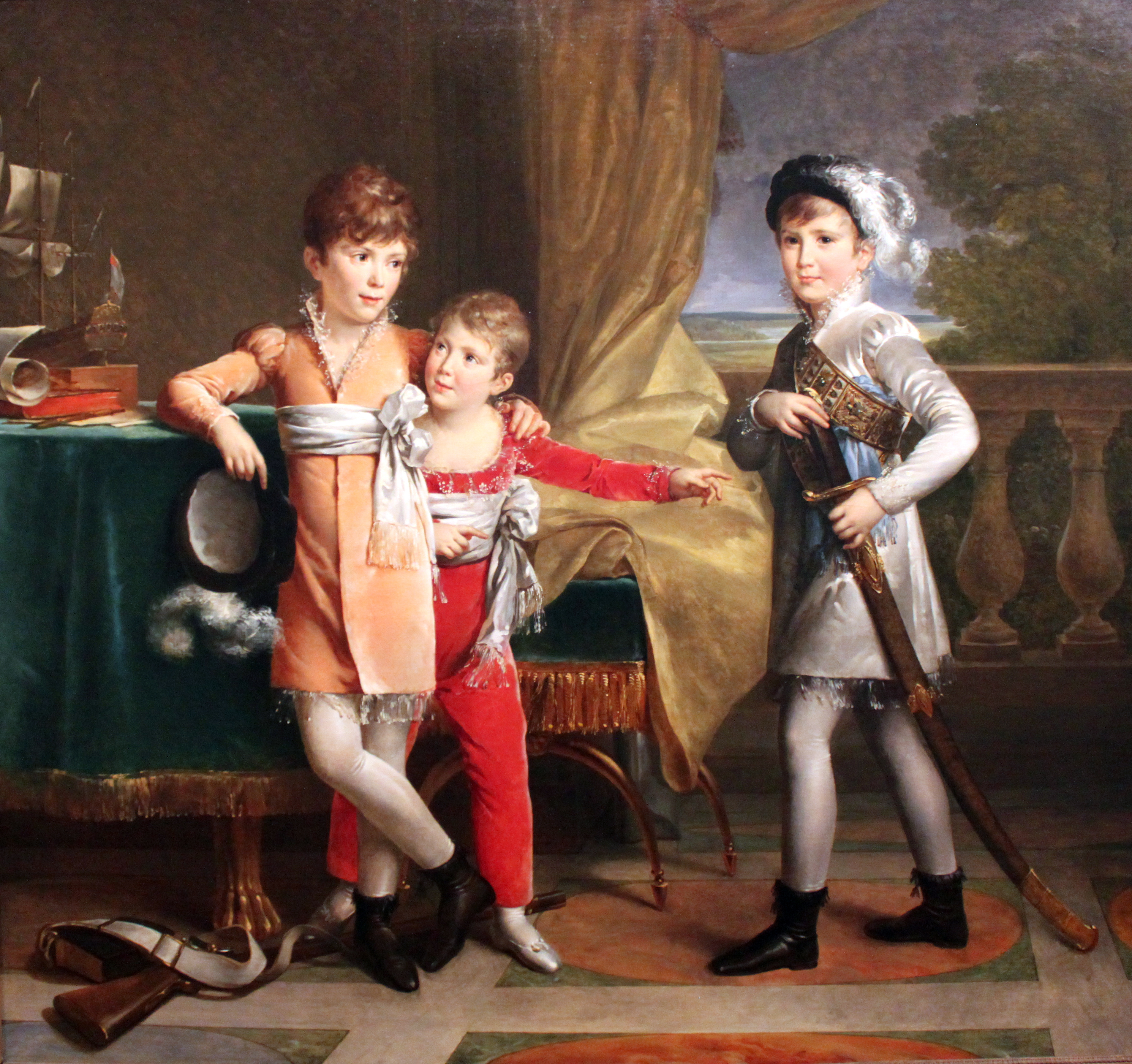
Los hijos del mariscal Ney

Michel Louis Félix Ney, segundo duque de Elchingen (1804- 14 julio de 1854), es el segundo hijo del mariscal Michel Ney.
Fue elegido diputado del Paso de Calais en 1846, y se unió en 1849 a Louis-Napoléon quien lo nombró general. Murió de cólera en la Guerra de Crimea poco antes del sitio de Sébastopol.
Se había casado en 1833 con Marie-Joséphine Souham (1801-1889), hija del general Joseph Souham; tuvieron tres hijos:
- Michel-Aloys Ney (París, 3 de mayo de 1835-Fontenay aux Roses (Hauts-de-Seine) 23 de febrero de 1881),
- Hélène, nacida en 1838, princesa Nicolas Bibesco,
- Marie-Louise, nacida en 1842.

- Datos: Q768896